# Zdeňka Hledíková

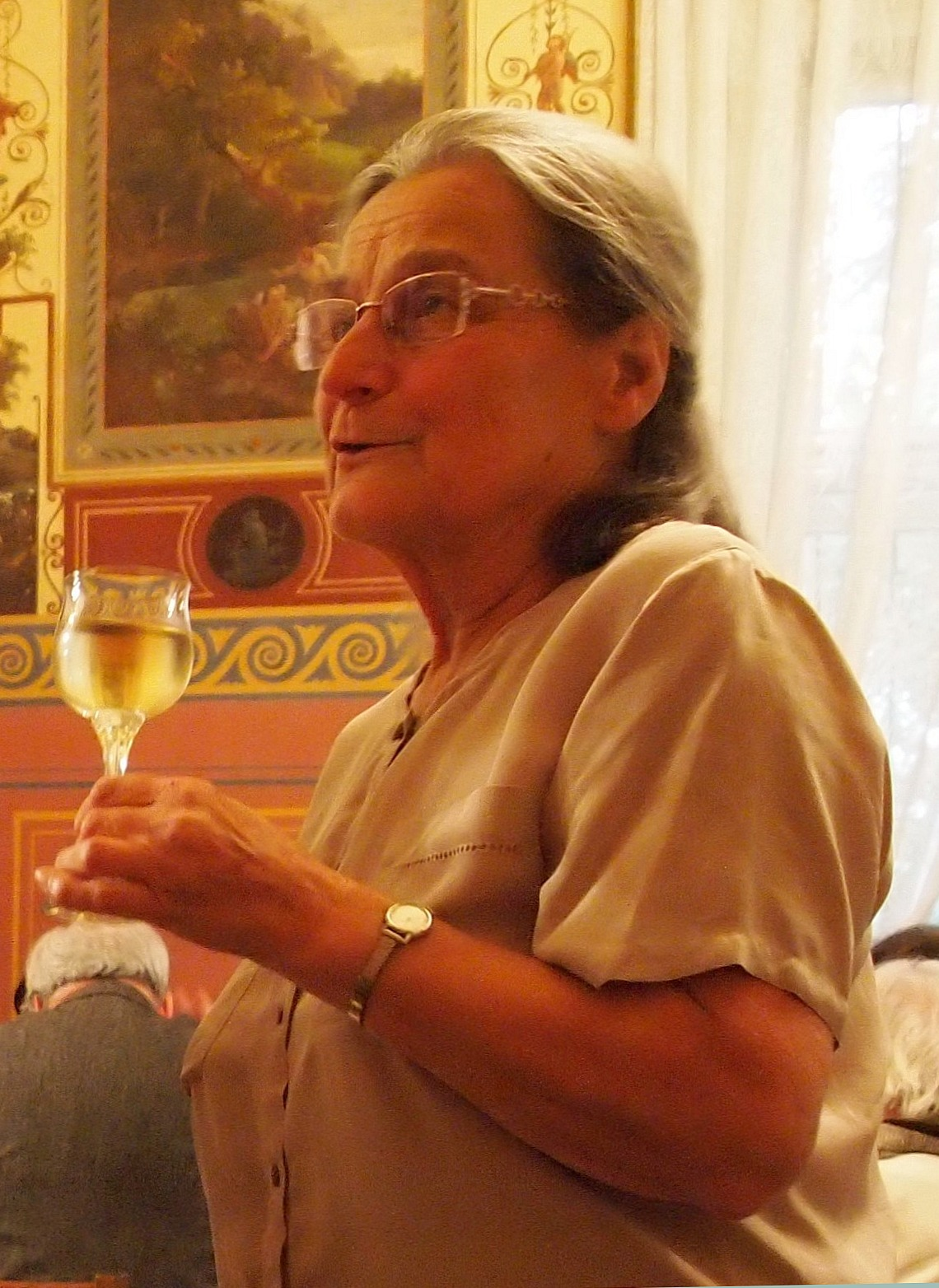
Zdeňka Hledíková (2010)

Zdeňka Hledíková (* 23. Oktober 1938 in Prag; † 13. November 2018 ebenda) war eine tschechische Historikerin, Mediävistin, Archivarin, Kodikologin und Paläographin. Ihr Arbeitsschwerpunkt war die Kirchengeschichte Böhmens im 14. und 15. Jahrhundert.

## Leben
Zdeňka Hledíková studierte von 1955 bis 1960 Archivkunde an der Karlsuniversität Prag. Da ihr aus politischen Gründen eine Universitätslaufbahn verwehrt wurde, arbeitete sie zunächst als Archivarin an Staatlichen Archiven in Pilsen und Mnichovo Hradiště und danach am Tschechoslowakischen Filmarchiv in Prag. Im Vorfeld des Prager Frühlings durfte sie 1965 eine Tätigkeit als Sekretärin an der Karlsuniversität aufnehmen. Nachfolgend war sie in verschiedenen Positionen an der Fakultät für Philosophie tätig. Nach der Promotion 1967 arbeitete sie bis 1991 als wissenschaftliche Assistentin an der Fakultät für Geschichte. Erst nach der politischen Wende 1991 durfte sie sich habilitieren. Fünf Jahre später erhielt sie den Lehrstuhl für Historische Hilfswissenschaften an der Karlsuniversität. Zu ihren akademischen Schülern gehörten Jan Hrdina, Petr Kubín und Ladislav Macek.
Ihr Arbeitsschwerpunkt war die Geschichte des Bistums bzw. Erzbistums Prag und seiner Suffragane sowie der Bischöfe und Erzbischöfe im 14. und 15. Jahrhundert, unter ihnen vor allem Johann IV. von Dražice, Ernst von Pardubitz und Johann Očko von Wlašim. Von 1993 bis 2009 leitete sie das Tschechische Historische Institut in Rom (Český historický ústav v Římě), dem sie auch weiterhin als Mitglied angehörte. Seit 1998 war sie Mitglied der Internationalen Kommission für Paläographie.
Im Jahre 2010 wurde ihr als erster Tschechin der päpstliche Gregoriusorden (Ordo Sancti Gregorii Magni) verliehen. 2012 wurde sie mit dem Milada-Prausová-Preis geehrt. Aus Anlass ihres 70. Geburtstags 2008 wurde ihr der Band „Facta probant homines: sborník příspěvků k životnímu jubileu prof. dr. Zdeňky Hledíkové“ gewidmet. Dort findet sich auf den Seiten 571 bis 583 eine Bibliografie ihrer Veröffentlichungen.

## Werke (Auswahl)
- Počátky avignonského papežství a české země, 2013[4]
- Svět české středověké církve, 2010
- Arnošt z Pardubic: arcibiskup, zakladatel, rádce, 2008
- Dějiny správy v českých zemích: od počátků státu po současnost, 2005
- Monumenta Vaticana res gestas Bohemicas illustrantia – Tomus prodromus, 2003
- zusammen mit Jaroslav V. Polc: Pražské koncily a synody předhusitské doby, 2002
- zusammen mit Jana Zachová: Život Arnošta z Pardubic podle Valentina Krautwalda [Das Leben des Ernst von Pardubitz nach Valentin Krautwald], 1997
- Pražské arcibiskupství: 1344 – 1994; sborník statí o jeho působení a významu v české zemi, 1994
- Biskup Jan IV. z Dražic, 1991
- zusammen mit J. Janák: Dějiny správy v českých zemích do roku 1945, 1989
- Raccolta praghese di scritti di Luca Fieschi, 1985
- Úřad generálních vikářů pražského arcibiskupa v době předhusitské: ze správních dějin pražské arcidiecéze, 1971
- (Erz-) Bistum Prag (tschech. Praha). In: Erwin Gatz: Die Bistümer des Heiligen Römischen Reiches bis zur Säkularisation. S. 574–587